# جی فایرستون
جی فایرستون (انگلیسی: Jay Firestone؛ زادهٔ ۱۳ اکتبر ۱۹۵۶) تهیه‌کننده فیلم و تهیه‌کننده تلویزیونی اهل کانادا است. وی دانش‌آموختهٔ رشتهٔ بازرگانی در دانشگاه مک‌مستر است.
از فیلم‌ها یا مجموعه‌های تلویزیونی که وی در آن‌ها نقش داشته‌است، می‌توان به شهبانوی شمشیرها، سگ‌دو، هاردبال، مقررات درگیری، شکارچی حرفه‌ای، مؤمن و ماده تاریک اشاره نمود.